# Берримен, Гай
Гай Руперт Берримен (англ. Guy Rupert Berryman, род. 12 апреля 1978) — шотландский музыкант, автор песен и продюсер, наиболее известный как бас-гитарист группы Coldplay и электронной супергруппы Apparatjik. Выросший в Керколди, он начал играть на басу с раннего возраста; на него повлияли такие исполнители, как Джеймс Браун, Kool & the Gang и The Funk Brothers. В 2020 году он запустил утилитарный лейбл-моды Applied Art Forms, работая его креативным директором и дизайнером.
Берримен присоединился к Coldplay вместе с Крисом Мартином, Джонни Баклендом и Уиллом Чемпионом в Университетском колледже Лондона, куда он поступил на инженера-механика, но позже забросил учебу. Группа подписала контракт с лейблом Parlophone в 1999 году, получив мировую известность благодаря выпуску Parachutes, A Rush of Blood to the Head и последующим записям. Берримен выиграл семь премий Грэмми и девять премий Brit Awards в составе Coldplay. По состоянию на 2021 год группа продала более ста миллионов альбомов по всему миру, что сделало их самой успешной группой XXI века.

## Ранние годы
Гай Руперт Берриман родился 12 апреля 1978 года в Керколди, Файф, Шотландия, и был младшим сыном инженера Руперта Берримана и его жены Элизабет, чья семья была торговцами и владельцами фабрик в этом регионе. Выросший недалеко от района Беверидж-Парк, он описал свое детство как «огромное чувство свободы», когда он гулял с друзьями и «просто делал все, что хотел, с самого раннего возраста», включая прогулки в Raith Estate и лесу. Он увлекся часами еще в детстве, исследуя те, что были у его отца, хотя «все ящики должны были быть закрыты».
Более того, Берриман сказал, что прослушивание «My Cherie Amour» Стиви Уандера стало поворотным моментом в его жизни: «Я помню, как мне было шесть лет, и я испытал этот опыт. Я явно слышал музыку на заднем плане, в доме и вещи, но это был первый момент, когда я связался с музыкой на личном уровне, и с тех пор я всегда был большим поклонником соул-музыки и Motown, и это то, что заставило меня стать бас-гитаристом.
Поскольку его отец участвовал в строительстве евротуннеля в качестве управляющего проекта, семья Берримана переехала в Кент, когда ему было около 12 лет, в тот же период, когда он начал играть на бас-гитаре. Учась в Эдинбургской академии, он играл на барабанах и трубе в школьном оркестре. Во время своих уроков Берримен заметил, что он «левша, который играет правой рукой», и основал группу под названием Time Out, поскольку «все были в таких группах, как The Smiths и The Stone Roses, но я хотел найти стиль, который мог бы назвать своим». Затем его образование было продолжено в Кент-колледже в Кентербери. После окончания средней школы он поступил на инженера-механика в Университетский колледж Лондона, где познакомился с Крисом Мартином, Джонни Баклендом и Уиллом Чемпионом, в конечном итоге сформировав группу Coldplay. Однако, в отличие от своих товарищей по группе, Берримен решил бросить обучение.

## Карьера

### Coldplay

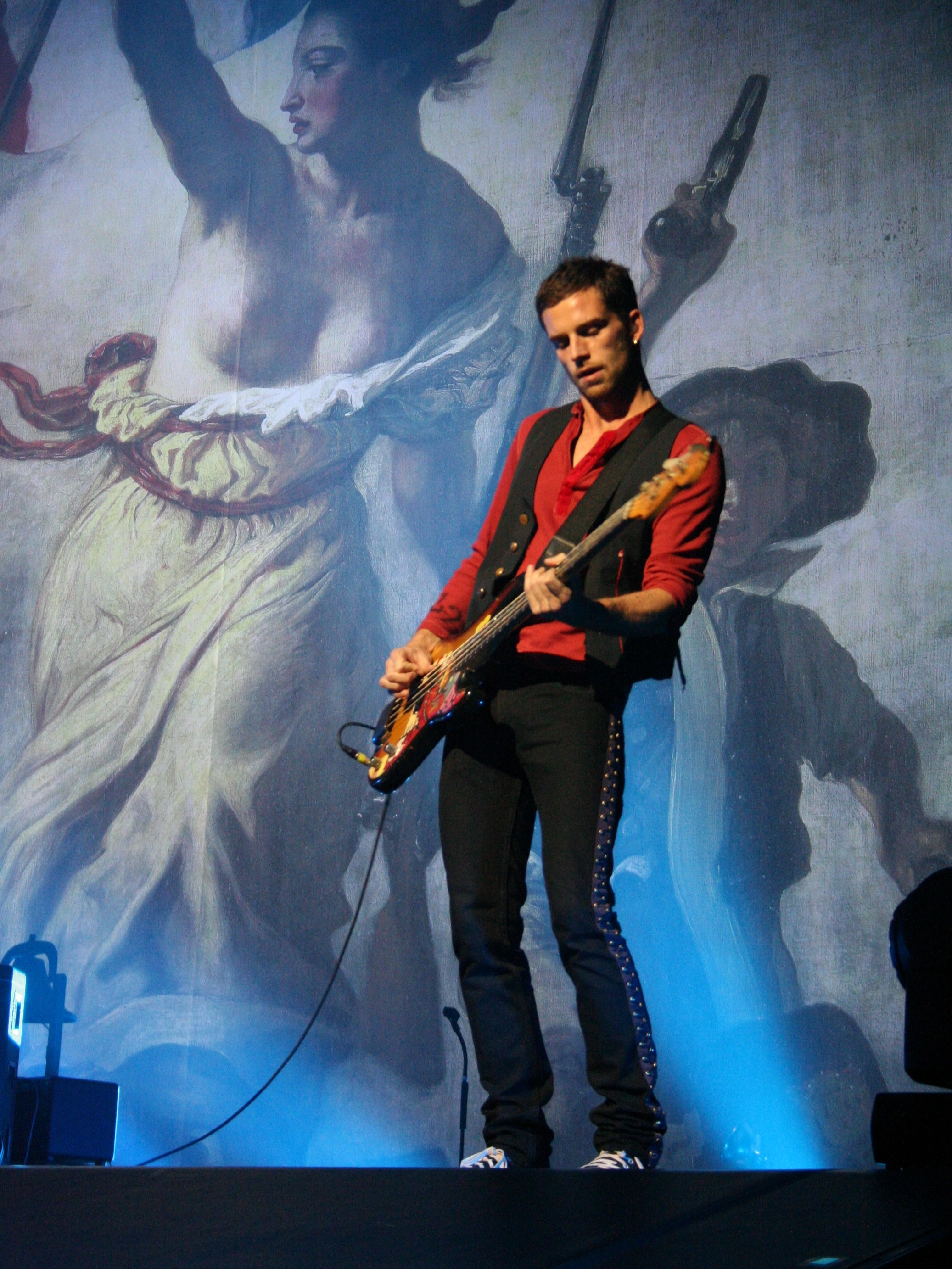
Берримен играет на басу во время тура Viva la Vida в сентябре 2008

Берриман был третьим участником, присоединившимся к группе в 1997 году. Их друг по колледжу Крис Фуф описал его: «Тихий молодой человек, которого поместили в „Парижский блок“, менее населенный блок комнат в Рамзи-холле. Остальные участники группы пока проживали в «Нью-Йорк Блоке», но не Гай, он был аутсайдером, о котором знали все инсайдеры, а именно из-за его запаса музыкальных инструментов в его комнате». Мартин подтвердил, что у него сложилось неправильное впечатление о Берримане, когда они впервые встретились: «Он не так неприятен, как выглядит — он намного приятнее, однако Гай — самый мрачный участник группы». Вместе с Баклендом они записали несколько демо без барабанщика, и к ноябрю того же года трио назвало себя Big Fat Noises. Позже он бросил ученую степень в области машиностроения и поступил на семилетнюю архитектурную программу в The Bartlett, от которой, в свою очередь, отказался, чтобы сосредоточиться только на музыке. Чтобы платить за квартиру, он временно работал барменом в местном пабе.
Во время документального фильма «Coldplay: A Head Full of Dreams» Берримен прокомментировал, что работа с маркетинговой кампанией для X&Y была очень неспокойным периодом для группы, поскольку у них были частые споры, особенно между ним и Мартином: «Тогда я был более самоуверенным, что было огромной головной болью для всех, я не знаю, пытался ли я уйти от себя или мне было некомфортно с самим собой, но у меня определенно были проблемы с алкоголем». Когда группу спросили об их творческом процессе в интервью для «Шоу Говарда Стерна», они сказали, что, хотя Бакленд настроен более оптимистично, и либо не одобряет первоначальные идеи Мартина, либо соглашается с ними, Берриман настроен более критично, заключая, что если в песне нету ничего особенного, «нет смысла когда-либо играть ее снова». С другой стороны, он отвечал за создание собственных треков, таких как «Magic», который был выпущен в качестве ведущего сингла для их шестого альбома Ghost Stories в 2014 году.

### Бизнес
В 2019 году он создал коллекционный ежеквартальный журнал The Road Rat вместе с двумя друзьями и автомобильными специалистами. Они прославляют классические автомобили и не освещают дневниковые истории, поскольку «каждый выпуск должен быть вечным». Берриман руководит проектом из своего гаража и работает его креативным директором. В следующем году он запустил Applied Art Forms, лейбл моды, вдохновленный утилитарной, рабочей и военной одеждой. В статье для британского журнала GQ он сказал: «Форма и функциональность - это всё, и при разработке основных предметов этой коллекции я руководствовался необходимостью создавать одежду, которая была бы непревзойденным выражением великолепного дизайна и идеальных тканей». Музыкант также добавил, что его внимание сосредоточено на долговечности и создании «относительно вечных стилей, сделанных из материалов, которые будут служить долго и красиво стареть». Вместо того, чтобы следовать сезонному календарю моды, Applied Art Forms время от времени делает обновления и дополнения. Еще в 2020 году Берриман стал соучредителем Bodyhero, стартапа по производству продуктов на растительной основе. Он пожертвовал часть своей личной коллекции одежды (в которую входили вещи Хельмута Ланга и Джил Сандер) Marrkt в 2022 году. Вырученные средства пошли на спасение детей во время российско-украинской войны.

## Личная жизнь
Перед поступлением в Университетский колледж Лондона, Гай обучался в независимой школе The Edinburgh Academy в Шотландии, а также в Kent College Canterbury, которая находится в графстве Кент. В 2004 году, Берримен женился на подруге детства, Джоане Бристон. Скромная церемония бракосочетания проходила в Вестминстере. У супругов есть дочь, Нико, которая родилась 17 сентября 2006 года. Бристон была хозяйкой бутика «Джезебел» в Лондоне, открытие которого посетили коллеги по группе Гая — Джонни Бакленд и Уилл Чемпион с жёнами. В марте 2007 пресс-секретарь Coldplay заявил, что супруги Берримен и Бристон расстались после трех лет жизни в браке.